# Dvorníky-Včeláre
Dvorníky-Včeláre (Hongaars: Méhészudvarnok) is een Slowaakse gemeente in de regio Košice, en maakt deel uit van het district Košice-okolie.
Dvorníky-Včeláre telt 440 inwoners.
In 2011 waren er 434 inwoners; 276 Hongaren en 128 Slowaken. De plaats hoort daarmee tot de etnisch Hongaarse regio langs de zuidgrens van Slowakije.

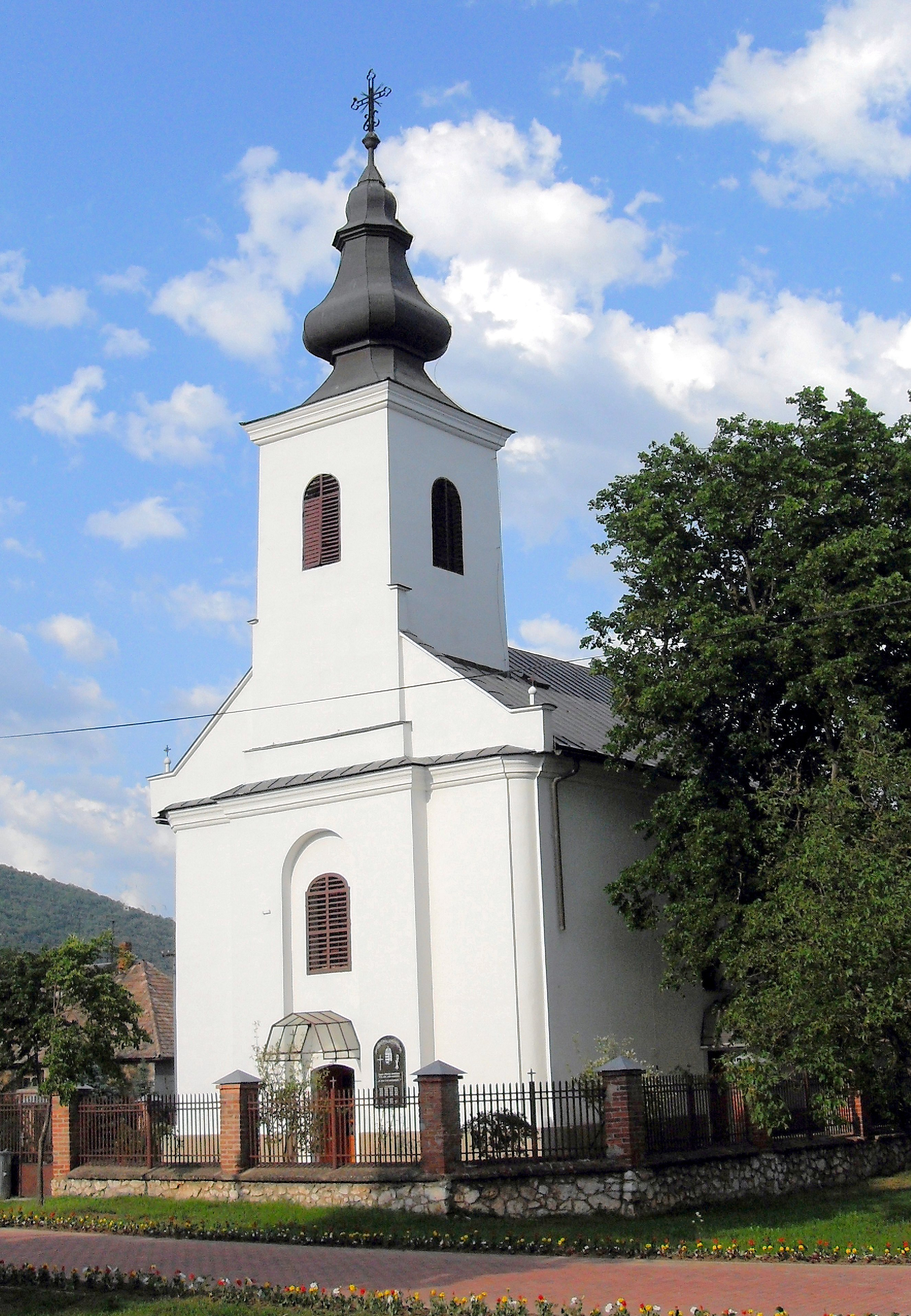
Kerk